# Amen
Ámen  (hebrejsko tako bodi) je beseda, ki izraža potrditev. Uporablja se v molitvah, prisegah ali kot izraz potrditve. Najprej se je uporabljal v judovskem bogoslužju, kasneje sta ga prevzeli tudi krščansko in muslimansko bogoslužje. 